# Montgaillard (Landes)
Montgaillard település Franciaországban, Landes megyében. Lakosainak száma 593 fő (2022. január 1.). Montgaillard Fargues, Larrivière-Saint-Savin, Montsoué, Saint-Maurice-sur-Adour és Saint-Sever községekkel határos.

## Népesség
A település népességének változása:
| Lakosok száma | 508  | 462  | 464  | 556  | 617  | 635  | 631  | 620  | 611  | 593  |
|               | 1968 | 1982 | 1990 | 2006 | 2013 | 2015 | 2017 | 2019 | 2020 | 2022 |